# Nikyo

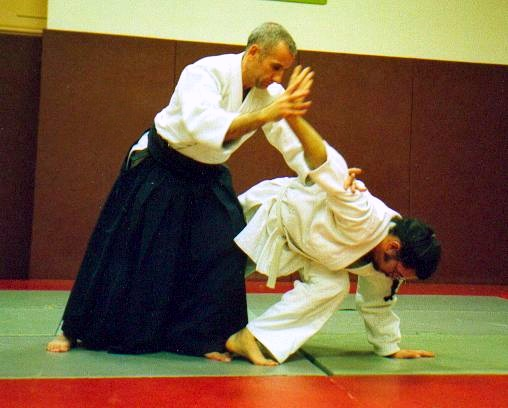
Tachi waza nikyō omote
c.-à-d. technique debout, deuxième principe, forme avant.

Nikyo est une technique d'immobilisation en Aïkido,,.
Appelé aussi « deuxième principe », il s'agit d'une triple torsion du poignet de l'Uke. Ce geste technique est en fait une subtile variation sur Ikkyō destinée à briser la résistance d'un uke insuffisamment déséquilibré.